# Fédération allemande d'aviron
La Fédération allemande d'aviron (en allemand : Deutscher Ruderverband ; acronyme : DRV) est une association regroupant les clubs d'aviron d'Allemagne, et organisant les compétitions nationales d'aviron en Allemagne. Depuis 2012, Marcus Schwarzrock est l'entraîneur en chef de la fédération.